# Manuel Negrete Arias

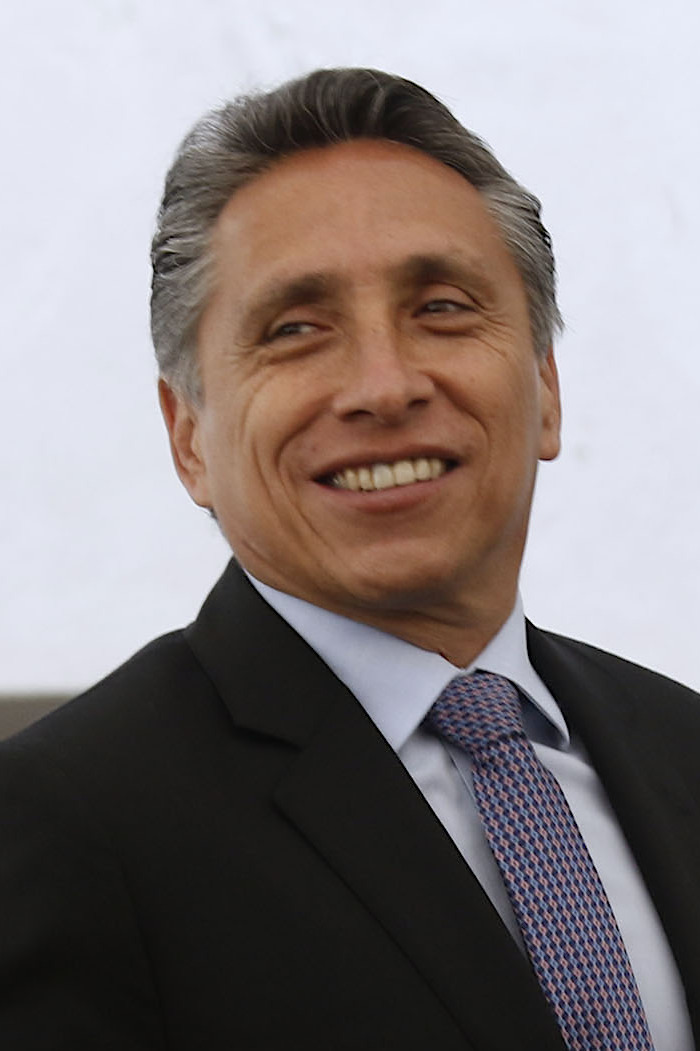
Manuel Negrete Arias, 2019

Manuel Negrete Arias, kurz Manuel Negrete (* 11. März 1959 in Ciudad Altamirano, Bundesstaat Guerrero) ist ein ehemaliger mexikanischer Profifußballspieler, der entweder offensiv im Mittelfeld oder im Sturm zum Einsatz kam. Er gehörte zur Stammelf der mexikanischen Nationalmannschaft, die die WM 1986 im eigenen Land bestritt.
Der linksfüßige Stürmer erzielte in seiner Karriere sehr viele Tore. Er gilt als einer der technisch besten Spieler, die jemals für Mexiko gespielt haben.

## Karriere

### Vereinsfußball
Im Laufe seiner Karriere als aktiver Fußballer spielte Negrete in seinem Heimatland Mexiko für die UNAM Pumas, den CF Monterrey, den CF Atlante, die Toros Neza und eine nur kurzzeitig bestehende Profifußballmannschaft in Acapulco, die jedoch nie in der höchsten Spielklasse des Landes vertreten war.
Mit 101 Treffern, die er für die UNAM Pumas erzielte, ist er bis zum heutigen Tag der erfolgreichste mexikanische Torschütze dieses Vereins. Mehr Tore für die Pumas erzielten lediglich die beiden Brasilianer Ricardo Ferretti und Evanivaldo Castro, besser bekannt unter seinem Spitznamen „Cabinho“. Außerdem spielte Negrete in Europa für Sporting Lissabon und Sporting Gijón.
Sein Debüt in der mexikanischen Primera División gab er 1979 bei den UNAM Pumas. Nach der Saison 1995–1996 zog er sich als Spieler vom Fußball zurück.

### Nationalmannschaft
Sein Länderspieldebüt absolvierte Negrete am 23. Juni 1981 gegen Spanien (1:3), sein letztes Spiel im Dress der Nationalmannschaft am 17. April 1990 gegen Kolumbien (2:0). Insgesamt wirkte Negrete in 56 Länderspielen mit und erzielte dabei zwölf Tore.
Höhepunkt seiner Länderspielkarriere war zweifelsohne die im eigenen Land ausgetragene WM 1986, bei der alle fünf Spiele der Mexikaner in voller Länge absolvierte. Im Achtelfinale erzielte er das wichtige 1:0 gegen Bulgarien (Endstand 2:0), das übrigens neben dem „Jahrhundert-Tor“ von Maradona gegen England zu den sehenswertesten Treffern des Turniers gekürt und von den Zuschauern der Sportschau zum Tor des Monats gewählt wurde. Im Viertelfinale war er der einzige Spieler seiner Mannschaft, der im entscheidenden Elfmeterschießen gegen Deutschland (0:0 n. V.) bzw. dessen Torwart Toni Schumacher verwandeln konnte. Mexiko verlor mit 1:4 und Deutschland wurde später Vizeweltmeister. Auch beim bisher einzigen Länderspielsieg einer mexikanischen Fußballnationalmannschaft gegen eine deutsche Auswahl am 15. Juni 1985 (2:0) trug Negrete sich in die Torschützenliste ein, als ihm bereits in der 6. Spielminute der Führungstreffer gelang.

## Erfolge
- Mexikanischer Meister: 1980/81 (mit UNAM Pumas), 1992/93 (mit Atlante)